# Jerry Rubin

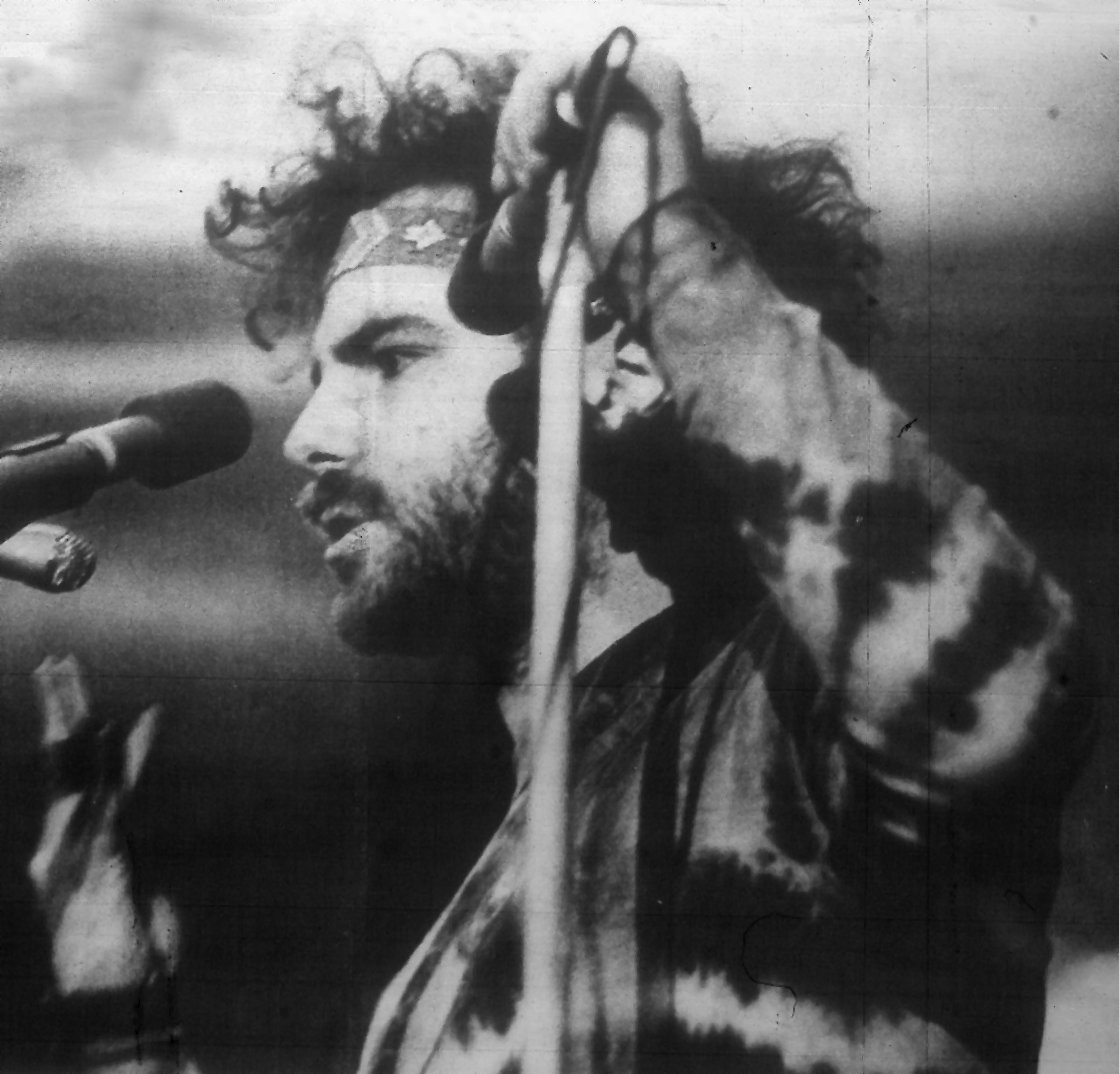
Jerry Rubin

Jerry Rubin (Cincinnati, 14 luglio 1938 – Los Angeles, 28 novembre 1994) è stato un politico e attivista statunitense.

## Biografia
Da giovanissimo intraprende un viaggio formativo in India e nei kibbutz in Israele. Frequenta l'Università di Cincinnati, laureandosi in sociologia.
Nel 1964 visita Cuba, quando la rivoluzione castrista è in pieno sviluppo. Torna negli States e si trasferisce a Berkeley all'University of California dove indirizza i suoi sforzi verso l'attivismo sociale.
Organizza contro la guerra in Vietnam il VDC (Vietnam Day Committee), ed è cofondatore con Abbie Hoffman dello Youth International Party.
Nel 1968 partecipa come protagonista alle proteste contro la Convention Democratica a Chicago e con altri sei militanti (Abbie Hoffman, Rennie Davis, John Froines, David Dellinger, Lee Weiner e Tom Hayden) viene incriminato con l'imputazione di "cospirazione" ai danni degli Stati Uniti d'America. Diventa celebre, per aver coniato lo slogan: "Non fidarti di nessuno che abbia più di 30 anni".

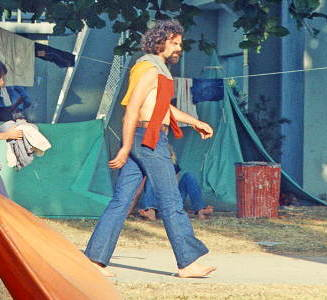
Flamingo Park, Miami,1972

Nel 1970 scrive il manuale DO IT! Scenarios of the Revolution (con introduzione di Eldridge Cleaver, ideologo delle Pantere Nere e illustrazioni di Quentin Fiore). DO IT! avrà un notevole successo internazionale e sarà diffuso e tradotto in molti paesi occidentali.
Nel 1971 viene per l'ennesima volta incarcerato.
Continua la sua fitta attività politica non convenzionale sino a metà anni settanta, a ridosso della fine della guerra in Vietnam.
Nel 1976, dopo aver pubblicato Growing (Up) at Thirty-Seven (dove descrive nei particolari la sua personale odissea di attivista radicale negli anni '60) abbandona progressivamente l'impegno pubblico diventando un quotato businessman, con grossi investimenti nella neonata Apple Computer.
In quel periodo Rubin ipotizza un possibile scenario di capitalismo alternativo per il futuro dei paesi industrializzati occidentali, tesi che raccoglie solo una parziale attenzione.
Una delle ultime apparizioni pubbliche sarà quella collegata a un giro di dibattiti nel 1980, organizzato con il vecchio compagno di lotta Abbie Hoffman, intitolato "Yippie versus Yuppie".

### Morte
Il 14 novembre 1994 lungo il Wilshire Boulevard di Los Angeles incappa in un rovinoso incidente automobilistico. Morirà 14 giorni dopo al Medical Center dell'UCLA.